# Унгурян Павло Якимович
Павло́́ Яки́мович Унгуря́н (нар. 12 листопада 1979, Кишинів, Молдавська РСР, СРСР) — український політик та громадський діяч, Народний депутат України VI та VIII скликань.
З 25 червня по 12 листопада 2014 р. — заступник Міністра екології та природних ресурсів України.

## Освіта
- 1997–2002 — Одеська національна юридична академія, спеціальність — «Правознавство».
- 2003–2007 — аспірантура Національної академії державного управління при Президентові України, спеціальність — державне управління.
- 2012 — у Національній академії державного управління при Президентові України захистив дисертацію та здобув ступінь кандидата наук з державного управління.

## Професійна кар'єра
У 2002–2004 рр. працював на посадах: консультант відділу забезпечення роботи керівного складу управління організаційно-кадрового і документального забезпечення та контролю виконавчого комітету Одеської міської ради; головний юрисконсульт обласного управління екології та природних ресурсів Одеської області.
У 2004–2005 рр. — начальник Управління стратегічного планування Департаменту стратегічного планування та міжнародного співробітництва Міністерства охорони навколишнього природного середовища України.

## Політична діяльність
2005–2006 рр. — голова молодіжної громадської організації «Батьківщина молода».
2006–2008 рр. — депутат Одеської міської ради.
2008–2012 рр. — народний депутат України 6-го скликання від Блоку Юлії Тимошенко, № 168 у виборчому списку. Член Комітету Верховної Ради України з питань соціальної політики та праці, член Спеціальної контрольної комісії Верховної Ради України з питань приватизації.
25 червня —12 листопада 2014 — заступник міністра екології та природних ресурсів.
З листопада 2014 — народний депутат Верховної Ради України VIII скликання, заступник Голови Спеціальної контрольної комісії з питань приватизації, голова підкомітету з питань доходів державного бюджету Комітету з питань бюджету Верховної Ради України.
У квітні 2019 року у чистий четвер від імені Павла Унгуряна депутатам ВРУ подарували примірники Біблії.
Співзасновник та голова наглядової ради громадської організації «Альянс відновлення України».

## Нагороди
- орден «За заслуги» III ступеня (указ Президента України № 10/2017 від 21 січня 2017 року)[5][6].